# Cerasus padus
Prunus padus là loài thực vật có hoa trong họ Hoa hồng. Loài này được (L.) DC. mô tả khoa học đầu tiên năm 1805.

## Hình ảnh

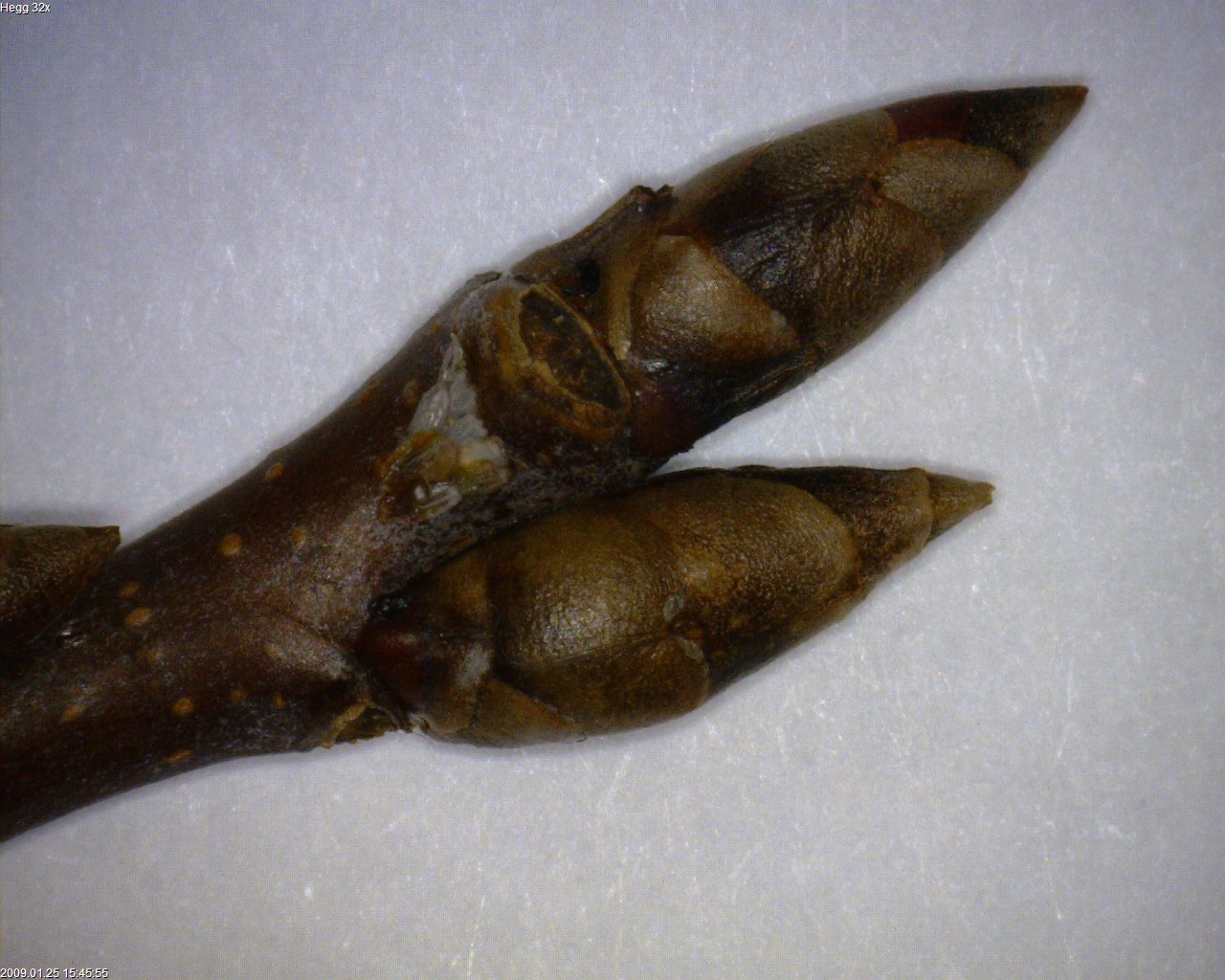
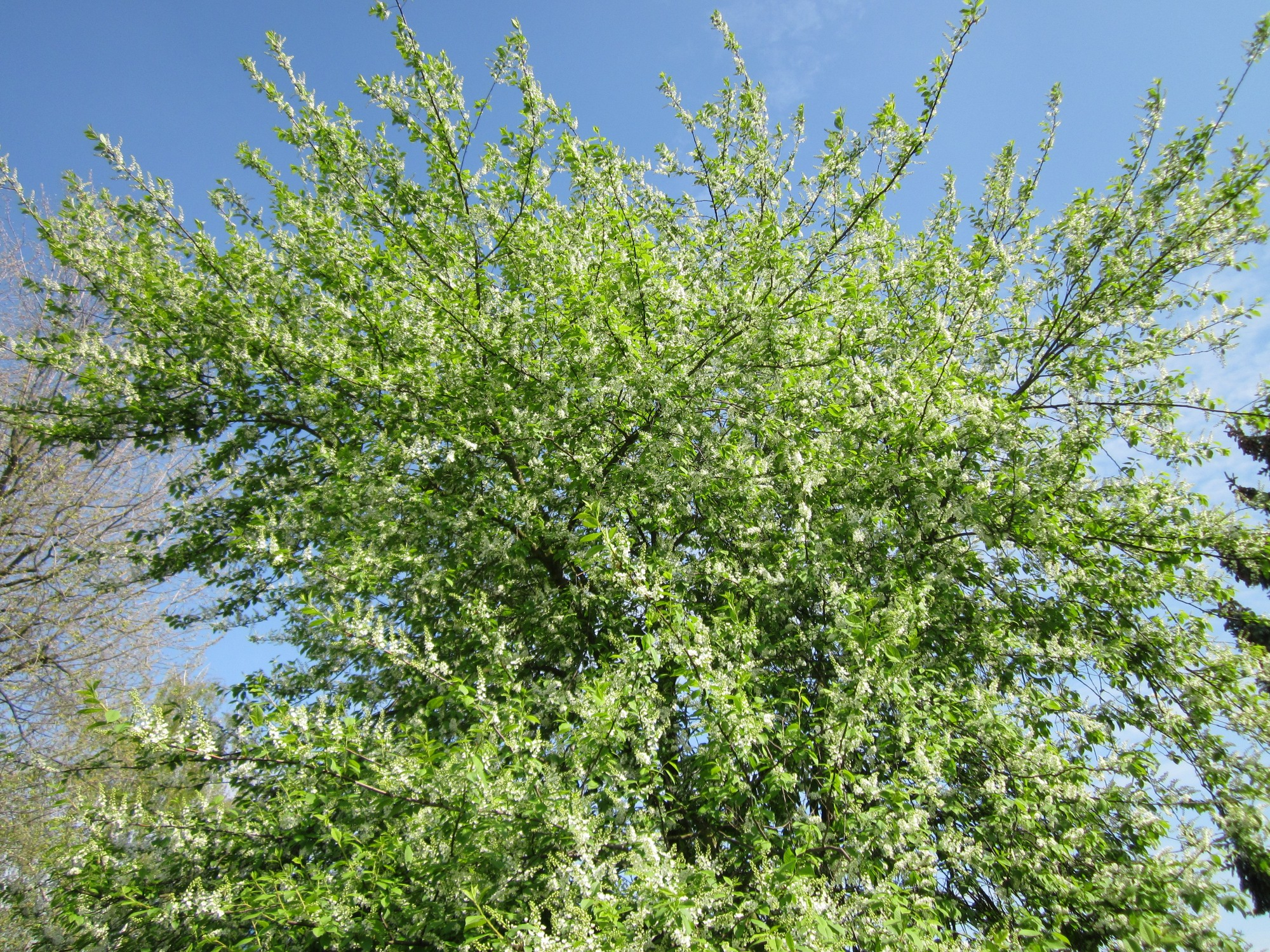
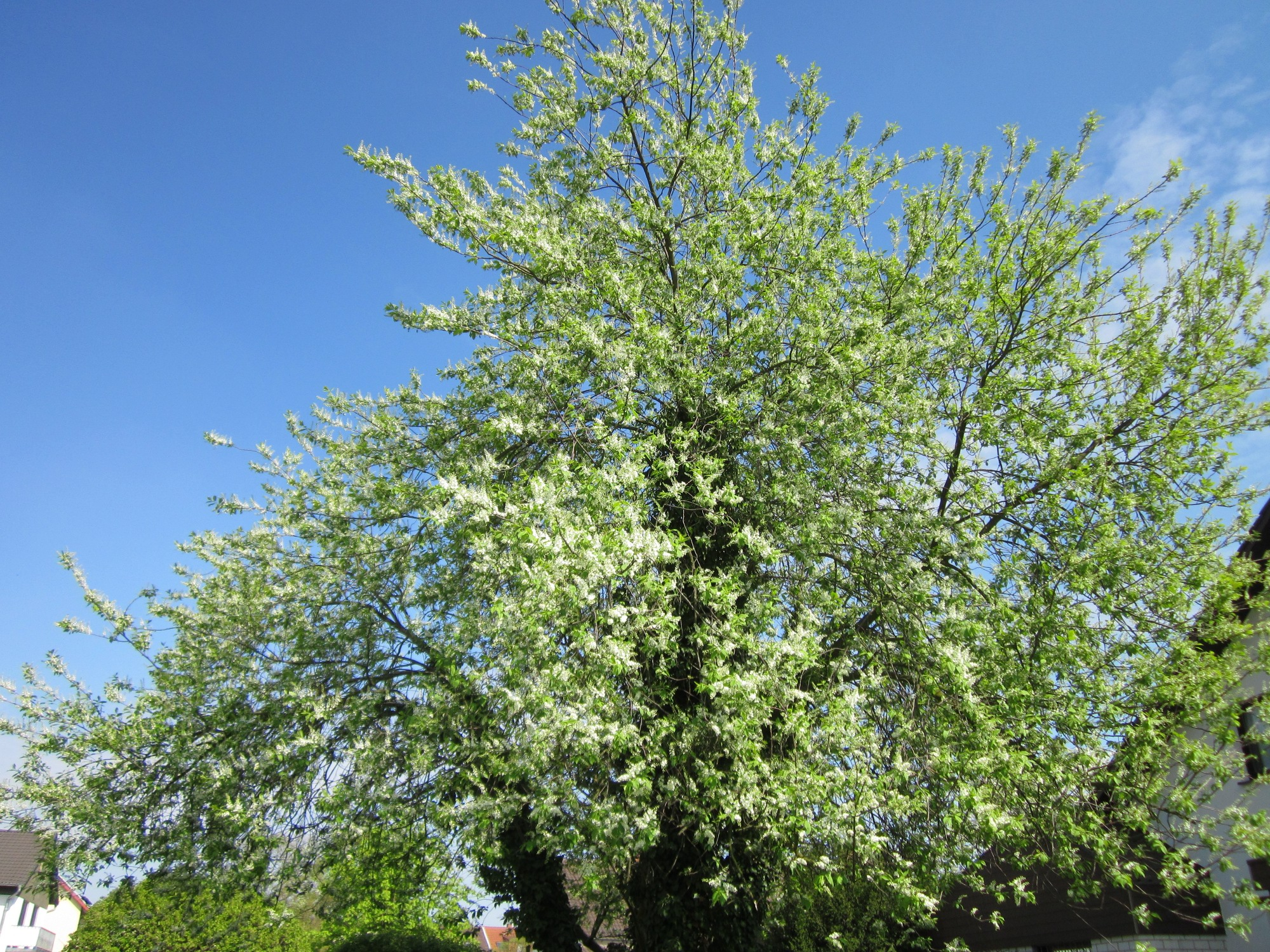